# Irineu Roman
Irineu Roman (Vista Alegre do Prata, 10 agosto 1958) è un arcivescovo cattolico brasiliano, dal 6 novembre 2019 arcivescovo metropolita di Santarém.

## Biografia

### Formazione e ministero sacerdotale
Dopo aver compiuto gli studi di filosofia presso le università di Viamão e di Caxias do Sul, e quelli di teologia presso l'istituto teologico Norte do Paraná a Londrina e presso la pontificia università cattolica di Porto Alegre, ha emesso la professione religiosa il 2 gennaio 1988 nella Congregazione di San Giuseppe ed è stato ordinato sacerdote il 1º gennaio 1990 dal vescovo Nei Paulo Moretto. 
È stato professore e formatore nel seminario di Souza e nel collegio di Ana Rech e vicario episcopale dell'arcidiocesi di Belém do Pará. 

### Ministero episcopale
L'8 gennaio 2014 papa Francesco lo ha nominato vescovo ausiliare di Belém do Pará e vescovo titolare di Sertei.
Il 19 marzo 2014, presso la chiesa di san Giuseppe di Vista Alegre do Prata, ha ricevuto la consacrazione episcopale dalle mani dell'arcivescovo Alberto Taveira Corrêa, co-consacranti il vescovo di Caxias do Sul Alessandro Carmelo Ruffinoni, C.S., e il vescovo titolare di Muzuca di Proconsolare Celmo Lazzari, C.S.I.
In seno alla Conferenza episcopale brasiliana è responsabile per la pastorale del turismo religioso e segretario del Regionale Norte 2, che comprende le circoscrizioni ecclesiastiche dello stato di Pará.
Dal 6 al 27 ottobre 2019 ha partecipato all'Assemblea speciale per la Regione Panamazzonica. 
Il 6 novembre 2019 papa Francesco lo ha nominato arcivescovo metropolita della nuova arcidiocesi di Santarém. Ha preso possesso dell'arcidiocesi il 2 febbraio 2020.

## Genealogia episcopale
La genealogia episcopale è:
- Cardinale Scipione Rebiba
- Cardinale Giulio Antonio Santori
- Cardinale Girolamo Bernerio, O.P.
- Arcivescovo Galeazzo Sanvitale
- Cardinale Ludovico Ludovisi
- Cardinale Luigi Caetani
- Cardinale Ulderico Carpegna
- Cardinale Paluzzo Paluzzi Altieri degli Albertoni
- Papa Benedetto XIII
- Papa Benedetto XIV
- Papa Clemente XIII
- Cardinale Bernardino Giraud
- Cardinale Alessandro Mattei
- Cardinale Pietro Francesco Galleffi
- Cardinale Giacomo Filippo Fransoni
- Cardinale Carlo Sacconi
- Cardinale Edward Henry Howard
- Cardinale Mariano Rampolla del Tindaro
- Cardinale Joaquim Arcoverde de Albuquerque Cavalcanti
- Arcivescovo Antônio dos Santos Cabral
- Cardinale Carlos Carmelo de Vasconcelos Motta
- Arcivescovo João Resende Costa, S.D.B.
- Arcivescovo Alberto Taveira Corrêa
- Arcivescovo Irineu Roman, C.S.I.